# Cyclea peltata
Cyclea peltata är en tvåhjärtbladig växtart som beskrevs av Joseph Dalton Hooker och Thoms.. Cyclea peltata ingår i släktet Cyclea och familjen Menispermaceae. Inga underarter finns listade i Catalogue of Life.

## Bildgalleri

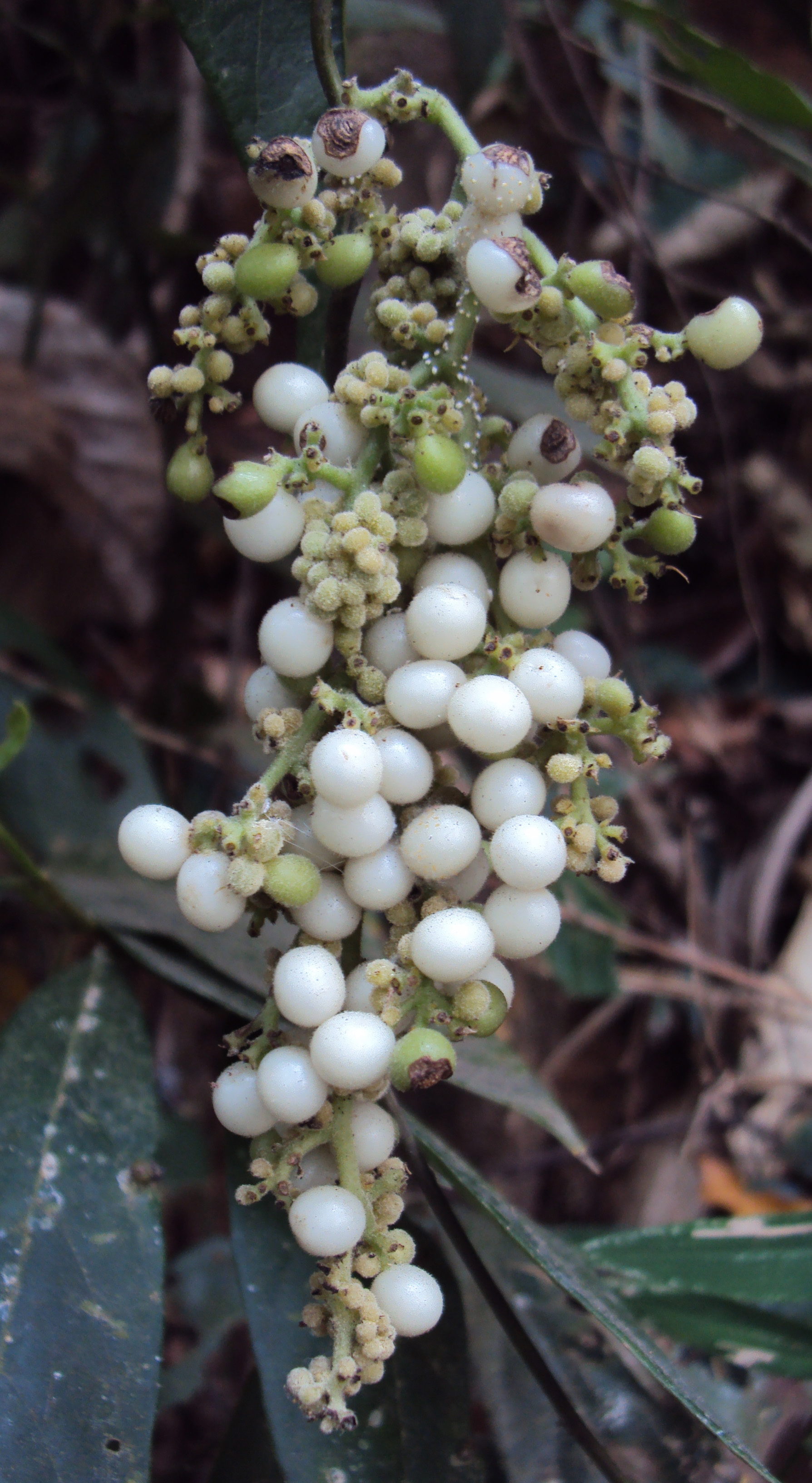
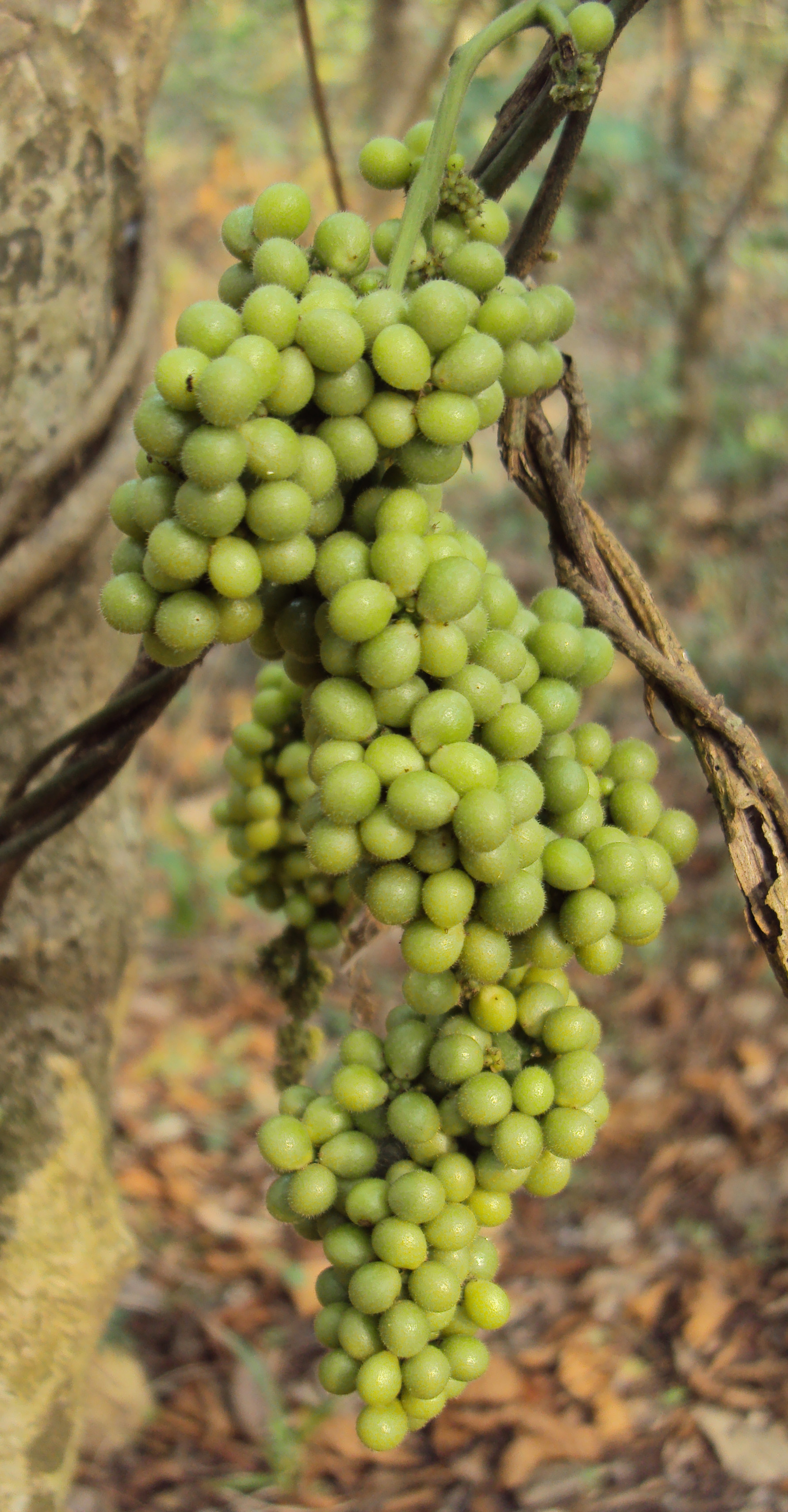
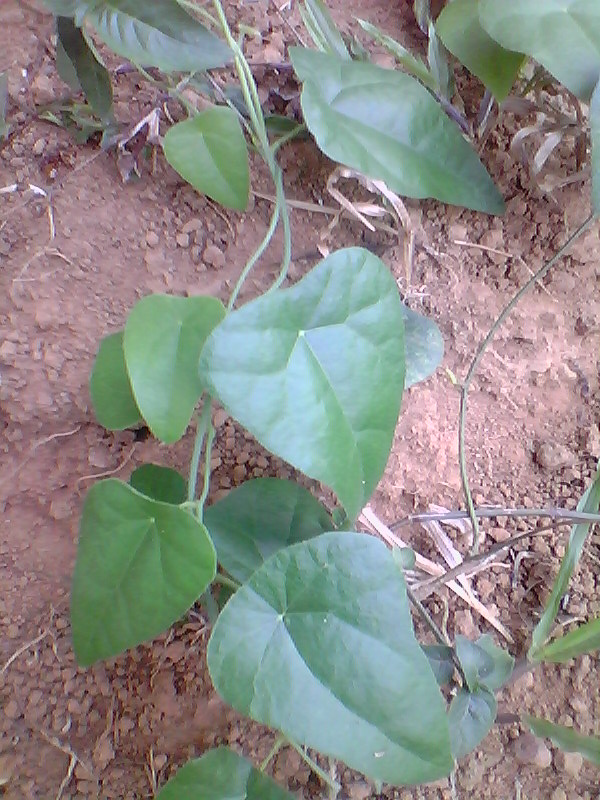
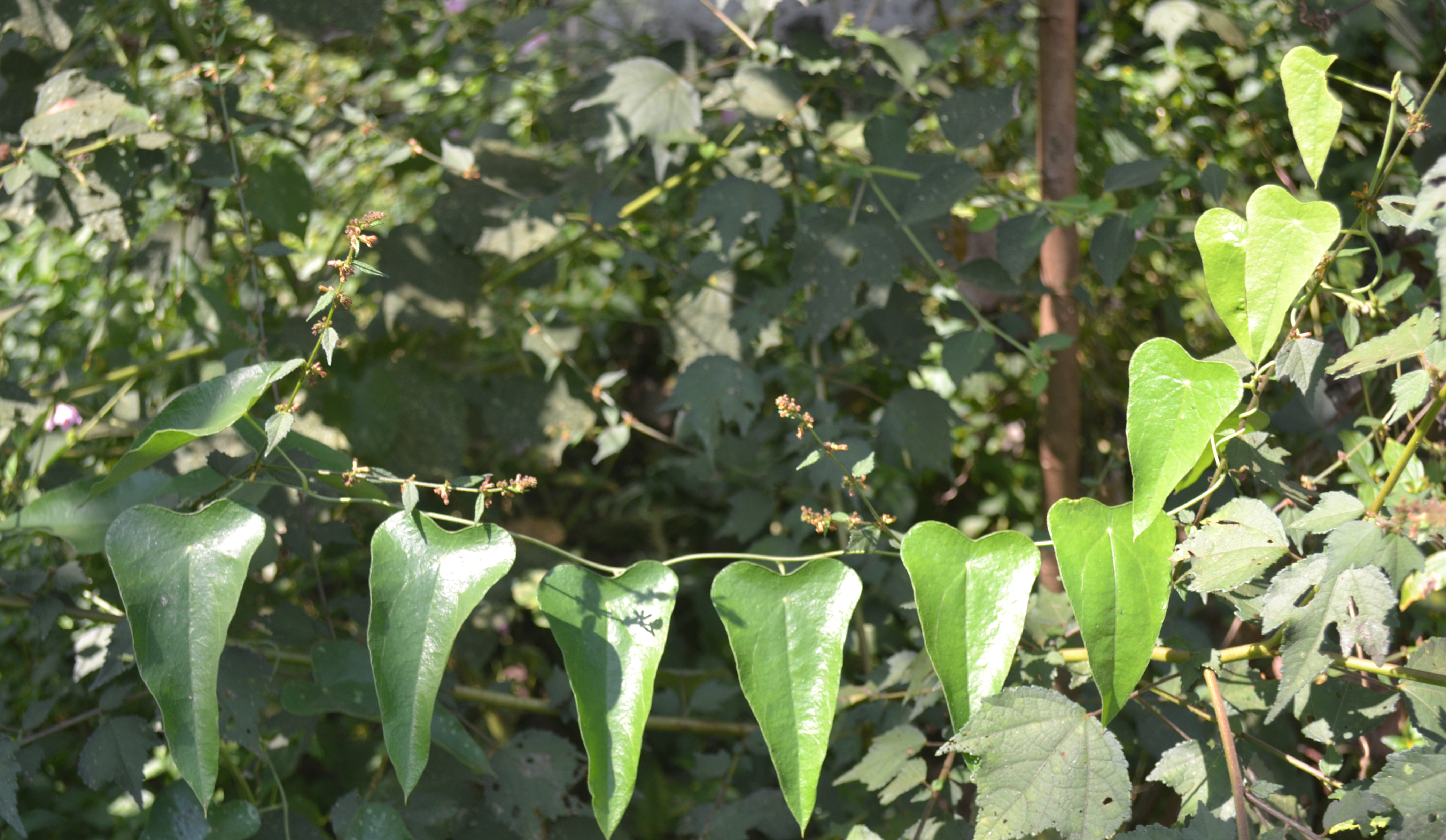